# 大阪市立南港渚小学校
大阪市立南港渚小学校（おおさかしりつ なんこうなぎさ しょうがっこう）は、大阪府大阪市住之江区にあった公立小学校。
南港ポートタウンで4番目の小学校として、1982年に大阪市立南港緑小学校より分離開校した。南港ポートタウンの4小学校の中では最も新しい小学校であった。
児童数減少の影響に伴い、近隣の南港緑小学校と統合して、南港南中学校と小中一貫の南港みなみ小学校に改編され、2018年3月に閉校した。

## 沿革
- 1982年04月01日 - 大阪市立南港渚小学校として開校。
- 1983年03月02日 - 開校記念式典を実施。
- 1994年0000月日 - エレベーター設置。
- 1998年01月12日 - パソコンルーム完成。
- 2018年03月31日 - 閉校。

## 跡地
跡地には2019年に大阪市立水都国際中学校・高等学校（2022年以降は大阪府立水都国際中学校・高等学校）が開校し、南港渚小学校校地は西学舎となった。校舎は改修のうえ、引き続き使用されている。

## 通学区域
- 大阪市住之江区 南港中3丁目・7丁目。

卒業生は基本的に大阪市立南港南中学校に進学する。

## 交通
- ニュートラム ポートタウン西駅 南へ約700m。
- ニュートラム ポートタウン東駅 南西へ約800m。